# آلبرت ساریتوف
آلبرت رمضانوویچ ساریتوف (به روسی: Альберт Рамазанович Саритов؛ زادهٔ ۸ ژوئیهٔ ۱۹۸۵) کشتی‌گیر مرد اهل روسیه است که در وزن ۹۷ ک‌گ کشتی آزاد برای کشور رومانی رقابت می‌کند. او دارندهٔ مدال برنز قهرمانی کشتی جهان ۲۰۱۱ است و در بازی‌های المپیک ۲۰۱۶ ریو نیز مدال برنز مسابقات کشتی را برای رومانی کسب کرده‌است. وی سابقه حضور در المپیک ۲۰۲۰ توکیو را هم دارد.

## المپیک ۲۰۱۶ ریو

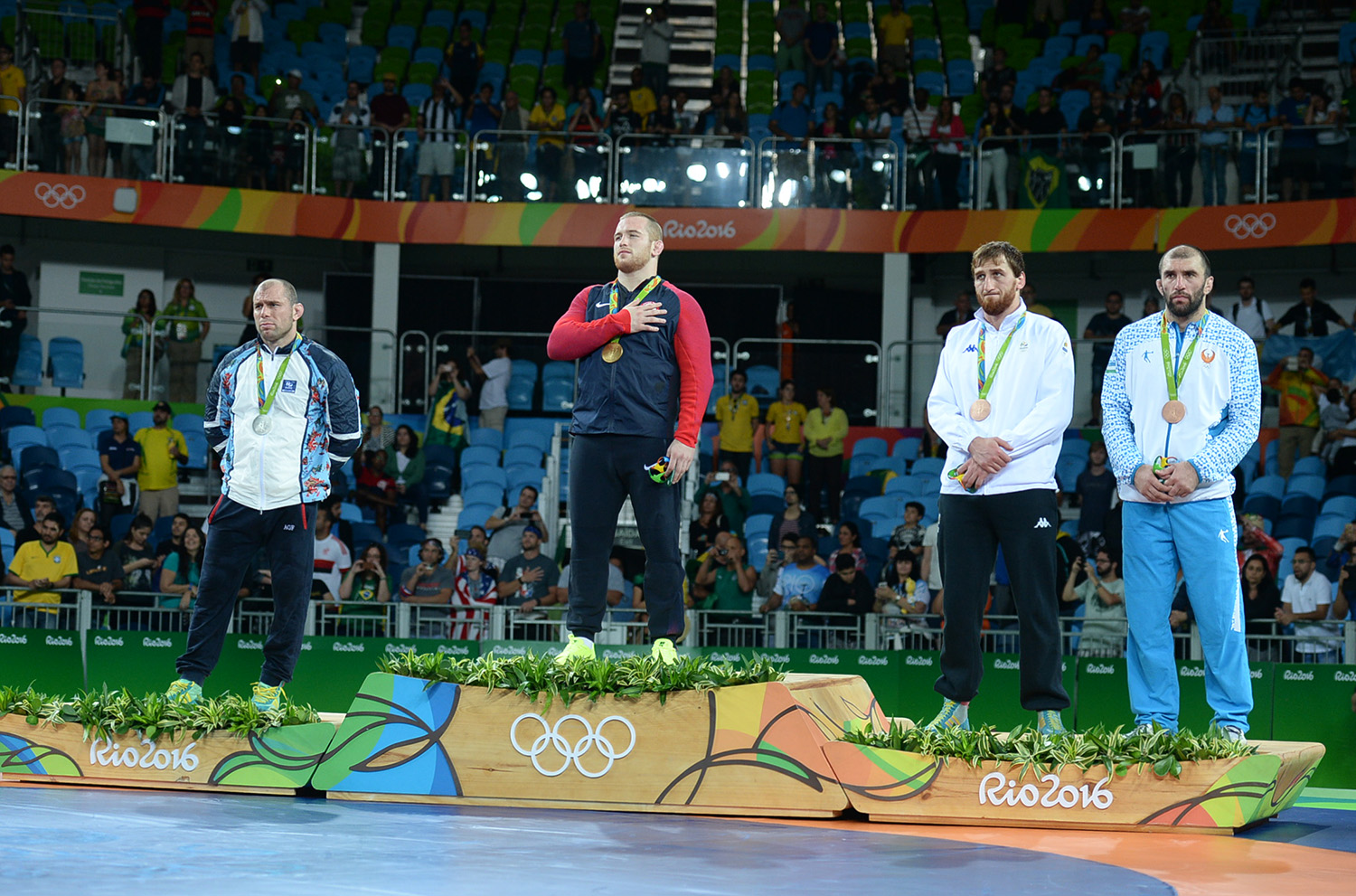
آلبرت رمضانوویچ ساریتوف در سال 2016

ساریتوف در سال ۲۰۱۶ میلادی در المپیک ۲۰۱۶ ریو در وزن ۹۷ کیلو حاضر بود که در مسابقه اول نیکولا کبان از مولداوی را شکست داد اما در دور بعد از کایل اسنایدر کشتی‌گیر آمریکا شکست خورد و با توجه به حضور این کشتی‌گیر در فینال، به دیدار شانس مجدد رفت. او در اولین مسابقه شانس مجدد خاویر کورتینا از کوبا را شکست داد و به دیدار رده‌بندی راه یافت. وی در دیدار رده‌بندی الیزبار اودیکادزه کشتی‌گیر گرجستان را شکست داد و مدال برنز را بدست آورد.